# Popović Brdo
Popović Brdo is een plaats in de gemeente Karlovac in de Kroatische provincie Karlovac. De plaats telt 301 inwoners (2001).